# Clemens von Ketteler
Clemens von Ketteler, född den 22 november 1853 i Potsdam, död den 20 juni 1900 i Peking, var en tysk friherre och diplomat, brorson till Wilhelm Emmanuel von Ketteler.

## Biografi
Ketteler var ursprungligen officer. Efter diplomatisk tjänstgöring blev han 1899 Tysklands sändebud i Peking. Han varskodde förgäves sitt lands regering och övriga representanter om den fara, som hotade européerna genom boxarrörelsen. Sedan kinesiska regeringen den 19 juni 1900 kungjort, att alla utländska sändebud inom 24 timmar skulle lämna Peking, sköts Ketteler ned den 20 juni av en kinesisk soldat, vilket blev signalen till de europeiska staternas ingripande för att slå ned boxarupproret.